# Charencey (Orne)
Charencey es una comuna nueva francesa situada en el departamento de Orne, de la región de Normandía.

## Historia
Fue creada el 1 de enero de 2018, en aplicación de una resolución del prefecto de Orne de 22 de septiembre de 2017 con la unión de las comunas de Moussonvilliers, Normandel y Saint-Maurice-lès-Charencey, pasando a estar el ayuntamiento en la antigua comuna de Saint-Maurice-lès-Charencey.

## Demografía
| Gráfica de evolución demográfica de Charencey entre 1800 y 2015 |
|                                                                 |

Los datos entre 1800 y 2015 son el resultado de sumar los parciales de las tres comunas que forman la nueva comuna de Charencey, cuyos datos se han cogido de 1800 a 1999, para las comunas de Moussonvilliers, Normandel y Saint-Maurice-lès-Charencey de la página francesa EHESS/Cassini. Los demás datos se han cogido de la página del INSEE.

## Composición
| Comuna delegada             | Código INSEE | Población (2014) | Superficie (km²) | Densidad (hab./km²) |
| --------------------------- | ------------ | ---------------- | ---------------- | ------------------- |
| Moussonvilliers             | 61299        | 227              | 21.94            | 10                  |
| Normandel                   | 61311        | 94               | 7.43             | 13                  |
| Saint-Maurice-lès-Charencey | 61429        | 506              | 16.19            | 31                  |